# Modèle atomique de Dalton

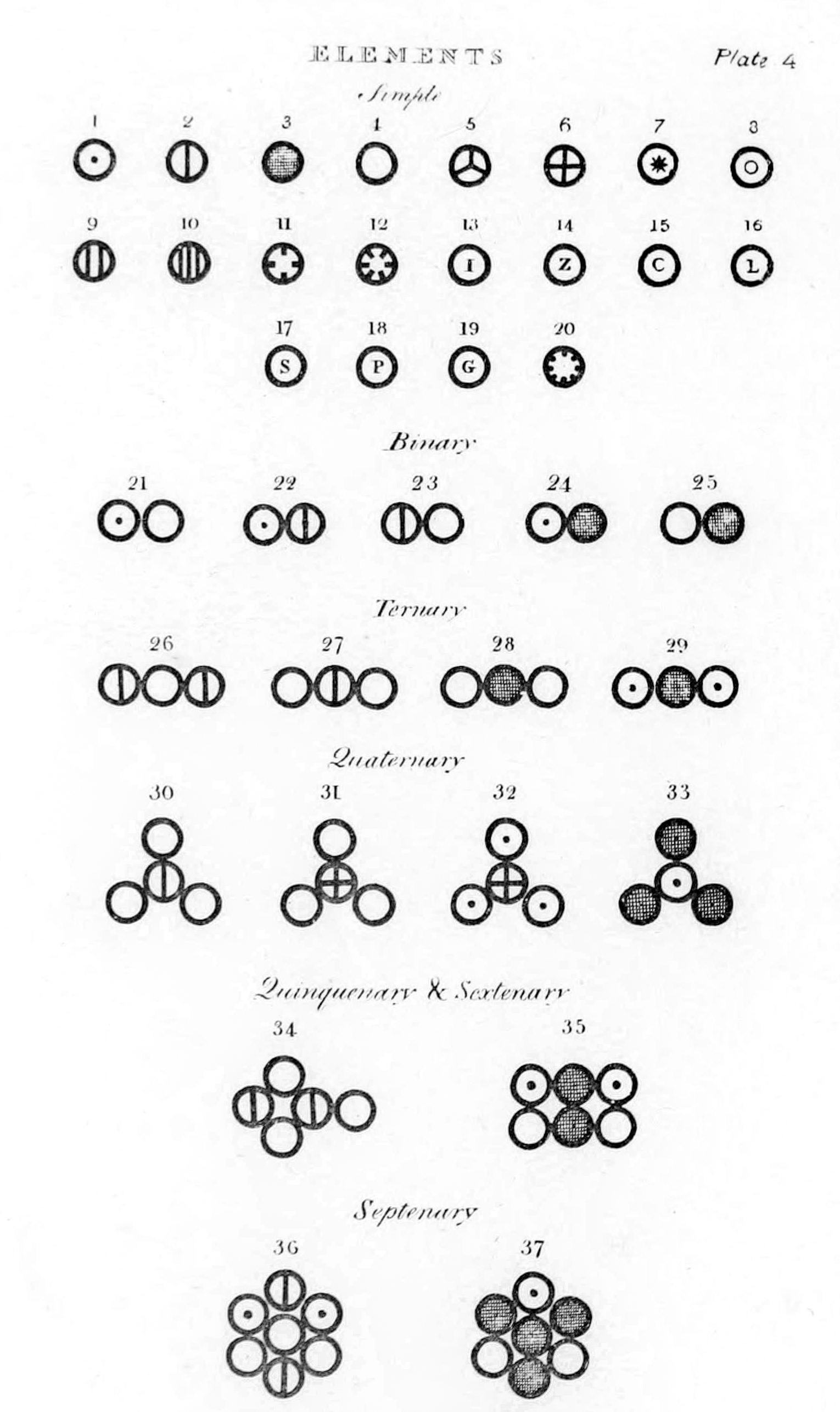
Représentation de quelques atomes et molécules dans A New System of Chemical Philosophy (John Dalton, 1808)

Le modèle atomique de Dalton a été le premier modèle atomique ayant des bases scientifiques, proposé par John Dalton entre 1803 et 1807, bien que l'auteur parle plus judicieusement de « théorie atomique ».
Pour la première fois, ce modèle permet d'exprimer les proportions stœchiométriques fixes dans lesquelles les substances chimiques réagissaient (loi des proportions constantes) et lorsque deux substances réagissent pour former deux ou plus composés différents, alors les proportions de ces relations sont des nombres entiers (loi des proportions multiples). Par exemple, 12 g de carbone (C), réagissent avec 16 g de dioxygène (O2) pour former du monoxyde de carbone (CO) ou réagir avec 32 g de dioxygène pour former dioxyde de carbone (CO2).
De plus, le modèle exprime qu'une grande variété de substances différentes, peuvent être expliquées en combinant une plus petite quantité de constituants élémentaires ou éléments.
En essence, le modèle explique la majeure partie de la chimie de la fin du XVIIIe siècle et du début du XIXe siècle, en réduisant une série de faits complexes à une théorie combinatoire réellement simple.

## Postulats de Dalton
Dalton postule sa théorie en formulant une série d'énoncés simples :
1. La matière est formée de particules très petites appelées atome, qui sont indivisibles et ne peuvent pas être détruites.
2. Les atomes d'un même élément sont égaux entre eux, ont la même masse et les mêmes propriétés. Les atomes de différents éléments ont des masses différentes. En comparant la masse des éléments avec celle de hydrogène prise comme unité, il propose le concept de poids atomique relatif.
3. Les atomes restent indivisibles, même lorsqu'ils se combinent dans des réactions chimiques.
4. Les atomes, se combinant pour former des composés qui gardent les relations simples de nombres entiers et petits.
5. Les atomes d'éléments différents peuvent se combiner dans des proportions diverses et former différents composés.
6. Les composés chimiques se forment en combinant des atomes de deux ou plusieurs éléments.
7. Ces atomes ne peuvent ni se diviser, ni casser ; ils ne se créent ni, ne se détruisent au cours des réactions chimiques, et ils ne changent jamais.
8. Les atomes d'un même élément sont égaux entre eux, ils ont la même masse et les mêmes dimensions. Par exemple, tous les atomes d'hydrogène sont identiques.
9. D'autre part, les atomes d'éléments différents sont différents. Par exemple, les atomes d'oxygène sont différents des atomes d'hydrogène.
10. Les atomes peuvent se combiner pour former composés chimiques. Par exemple, les atomes d'hydrogène et d'oxygène se combinent pour former des molécules d'eau.
11. Les atomes se combinent pour former des composés en relations numériques simples. Par exemple, lors de la formation de l'eau, la relation est de 2 pour 1 (deux atomes de hydrogène pour un atome d'oxygène).
12. Les atomes d'éléments différents se combinent dans des proportions diverses et former plusieurs composés. Par exemple, un atome de carbone avec un d'oxygène forment monoxyde de carbone (CO), alors que deux atomes d'oxygène avec un de carbone, forment du dioxyde de carbone (CO2).

## Insuffisances du modèle
L'hypothèse de John Dalton, affirmant que les éléments à l'état gazeux sont monoatomique et que les atomes des éléments se combinent dans la moindre proportion possible pour former des « atomes des composés », ce qu'on appelle aujourd'hui des molécules, génère quelques difficultés. Par exemple, Dalton pense que la formule de l'eau est HO. En conséquence, ses calculs de masse et de poids de quelques composés basiques sont erronés.
En 1805, Gay-Lussac et Alexander von Humboldt montrent que l'eau est formée de deux atomes d'hydrogène et d'un d'oxygène. En 1811, Amedeo Avogadro concrétise l'exacte composition de l'eau, en se basant sur ce qu'aujourd'hui on nomme Loi de Avogadro et l'évidence de l'existence de molécules diatomiques homonucléaires. Cependant, ces résultats restent ignorés en grande partie jusqu'en 1860. Ceci résulte, en partie, de la croyance que les atomes d'un élément n'avaient aucune affinité chimique envers d'autres atomes du même élément. De plus, certains concepts de la dissociation de molécules n'étaient pas expliqués par la loi de Avogadro.
En 1860, lors du Congrès de Karlsruhe sur les masses stables et les poids atomiques, Cannizzaro revient sur les idées d'Avogadro et les utilisent pour réaliser une table périodique des poids atomiques, qui avaient assez de similitude avec les valeurs actuelles. Ces poids sont un  prérequis important pour la découverte de la table périodique de Dmitri Mendeléyev et Lothar Meyer.
Jusqu'à la deuxième moitié du XIXe siècle, rien ne remet en cause l'indivisibilité des atomes et qu'ils sont constitués à leur tour d'éléments plus élémentaires. C'est pour cette raison que le modèle de Dalton n'est pas remis en cause pendant des décennies, puisqu'il explique correctement les faits, le modèle créé pour expliquer les composés chimiques et les régularités stœchiométriques ne peut pas expliquer les régularités périodiques des propriétés des éléments chimiques tel qu'elles apparaissent dans la table périodique des éléments de Mendeleiev (ce qui  sera expliqué seulement par les modèles qui supposent que l'atome est formé par des électrons disposés en couches). Le modèle de Dalton ne rend non plus compte des recherches réalisées sur les rayons cathodiques, qui suggère que les atomes ne sont pas indivisibles mais que contenient des particules plus petites chargées électriquement.